# Erebia pallida
Erebia pallida är en fjärilsart som beskrevs av Mousley 1902. Erebia pallida ingår i släktet Erebia och familjen praktfjärilar. Inga underarter finns listade i Catalogue of Life.